# Flatey (Breiðafjörður)
Pour les articles homonymes, voir Flatey.
Flatey, toponyme islandais signifiant littéralement en français « l'île plate », est une île d'Islande située dans le Breiðafjörður.

## Géographie
L'île est située dans le Breiðafjörður, au nord-ouest de l'Islande, entre la Snæfellsnes au sud et les Vestfirðir au nord.
C'est une escale du ferry qui relie Stykkishólmur située à 35 kilomètres au sud à Brjánslækur au nord.

## Histoire
Cette île fut habitée par de nombreuses familles de pêcheurs qui quittèrent cependant peu à peu l'île en raison de son isolement et des conditions de vie plus rudes que dans le reste du pays.

## Dans la culture
Le Flateyjarbók (« le livre de Flatey ») est le plus long des manuscrits islandais. Richement décoré, il fut rédigé de 1387 à 1394.
Ce manuscrit sert de support à un roman policier de Viktor Arnar Ingólfsson, Flateyjargáta, qui se déroule sur l'île. L'œuvre est adaptée en 2018 pour la télévision islandaise sous la forme d'une mini-série  de 4 épisodes intitulée Flateyjargátan.
Outre cette mini-série, plusieurs films ont été tournés à Flatey, dont :
- White Night Wedding (en) (Brúðguminn (is)) de Baltasar Kormákur en 2008[1] ;
- The Honour of the House (en) (Ungfrúin góða og húsiðde (is)) de Guðný Halldórsdóttir (en) en 1998[2], basé sur un roman du prix Nobel de littérature Halldór Laxness, père de la réalisatrice. Ce film a obtenu le prix EDDA du meilleur film en 1999[3].